# Nani Menéndez
Bernardo Menéndez Noval (Gijón, Asturias, 16 de septiembre de 1905 - ídem, 10 de junio de 1977) fue un futbolista español que jugaba como centrocampista y extremo izquierda. Fue conocido deportivamente como Nani Menéndez y desempeñó la mayor parte de su carrera deportiva en el Real Sporting de Gijón, siendo junto a Pin Ordieres uno de los máximos goleadores del club en los campeonatos regionales y en la época anterior a la guerra civil.

## Trayectoria
Nació en Gijón, donde comenzó a jugar al fútbol en los equipos del New Club y el Cimadevilla, pequeños equipos de barrio existentes en aquella época, siendo fichado en 1927 por el Sporting que en aquel entonces ejercía su hegemonía en el fútbol regional. Con el conjunto rojiblanco se inició jugando en los campeonatos regionales y con la creación de la liga de fútbol en 1928 fue parte de la plantilla que disputó la temporada original, incluyendo el partido de clasificación previo frente al Celta de Vigo que el Sporting perdió, clasificando por tanto para la Segunda División de España 1928-29.
Estuvo compitiendo con el equipo por el ascenso a la máxima categoría hasta dos temporadas antes del inicio de la guerra civil, dejando el fútbol tras la revolución de 1934. La guerra afectó considerablemente a los sportinguistas, falleciendo en ella hasta cinco futbolistas de la plantilla, lo que dejaría muy mermado al club al finalizar la contienda y Nani no volvió a jugar.
Compaginó durante su carrera su profesión como marinero y fue en un accidente con su barca cuando falleció en la entrada del puerto del Musel en 1977.

## Clubes
| Club                   | País   | Año       |
| ---------------------- | ------ | --------- |
| Real Sporting de Gijón | España | 1927-1934 |